# Rhaphium mediocris
Rhaphium mediocris är en tvåvingeart som först beskrevs av Becker 1922.  Rhaphium mediocris ingår i släktet Rhaphium och familjen styltflugor.
Artens utbredningsområde är Taiwan. Inga underarter finns listade i Catalogue of Life.